# Aaron Nimzowitsch
Aaron Nimzowitsch (en letton Ārons Ņimcovičs), aussi orthographié « Aaron Nimzovitch » ou « Aron Nimzovich », né le 7 novembre 1886 à Riga, alors dans l'Empire russe (aujourd'hui en Lettonie), et mort le 16 mars 1935 à Copenhague, au Danemark, est un joueur d'échecs russe et danois.
Il fut avec Richard Réti et Gyula Breyer l'un des fondateurs de l'école hypermoderne.

## Biographie
Né à Riga (en Lettonie dans l'Empire russe), d'origine juive, yiddishophone et germanophone, il apprit à jouer aux échecs à 8 ans auprès de son père Shaya Abramovich Nimtsovich (1862, Pinsk – ?), qui était marchand de bois. Sa mère s'appelle Esfir Nimtsovich, et sa sœur Tsilya-Kreyna Pevzner. Il est le cousin de l’intellectuel israélien,Yeshayahou Leibowitz et de sa sœur, l'exégète bibliste Nehama Leibowitz. En 1897, la famille vit à Dvinsk.
Il fit ses études en Allemagne : en 1904, il s'inscrivit à Berlin afin d'étudier la philosophie. Mais il interrompit ses études dans leur première année pour se consacrer à une carrière de joueur d'échecs professionnel.
Après les années tumultueuses et souvent infructueuses de la Première Guerre mondiale, il commença à jouer les premiers rôles alors qu'il s'installait au Danemark en 1922.
Il obtint la nationalité danoise et y vécut jusqu'à sa mort, emporté par une infection pulmonaire fulgurante en 1935. Ses cendres reposent au cimetière Bispebjerg à Copenhague.

## Carrière échiquéenne

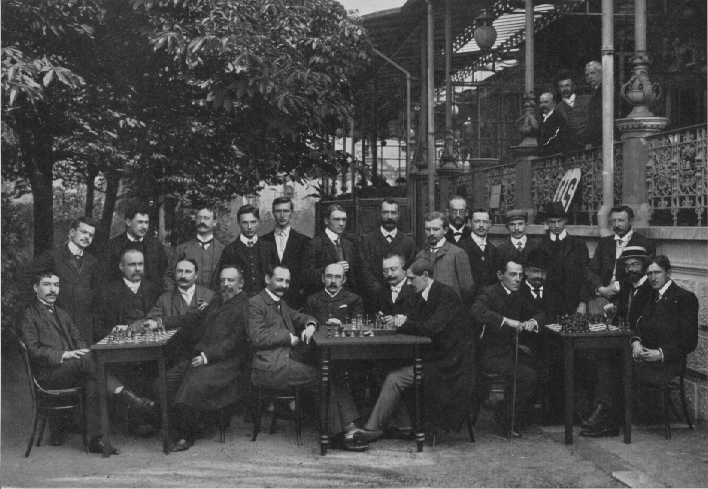
Tournoi d'échecs de Karlsbad de 1907 : (assis) Rubinstein, Marco, Fähndrich, Tschigorin, Schlechter, Hofter, Tietz, Maróczy, Janowski, Dr. Neustadtl, Drobny, Marshall, (debout) Niemzowitsch, Wolf, Mieses, Cohn, Johner, Leonhardt, Salwe, Vidmar, Berger, Spielmann, Dus-Chotimirski, Tartakower,Dr. Olland.

L'apogée de la carrière de Nimzowitsch se situe à la fin des années 1920 et au début des années 1930. Ses succès les plus notables sont ses premières places aux tournois de Copenhague de 1923, de Dresde en 1926 et de Carlsbad en 1929, ainsi que sa deuxième place derrière Alexandre Alekhine à San Remo en 1930.
Voici le palmarès complet des victoires en tournoi de Nimzowitsch :
- 1906 : 1er à Munich, devant Rudolf Spielmann et Dawid Przepiórka ;
- 1914 : 1er ex æquo avec Alexandre Alekhine au championnat de toutes les Russies, Saint-Pétersbourg ;
- 1er à Copenhague en 1923, 1924, 1928, 1933 et 1934 ;
- 1925 : 1er-2e avec Akiba Rubinstein à Marienbad ;
- 1926 :
  - 1er à Dresde avec un point et demi d'avance sur Alekhine ;
  - 1er à Hanovre devant Rubinstein ;
- 1927 :
  - 1er-2e avec Xavier Tartakover à Londres (British Empire Club Masters) ;
  - 1er-2e avec Tartakover à Bad Niendorf ;
  - 1er à Londres  (Imperial Chess Club) ;
- 1928 : 1er devant Efim Bogoljubow à Berlin (Berliner Schachgesellschaft) ;
- 1929 : 1er devant José Raúl Capablanca, Spielmann et Rubinstein à Carlsbad ;
- 1930 : 1er à Francfort devant Isaac Kashdan ;
- 1931 : 1er à Winterthur.

Grand adversaire de Siegbert Tarrasch, le représentant par excellence de l'école classique aux échecs, Nimzowitsch n'a jamais gagné une seule partie face à Capablanca, mais il a mieux réussi face à Alekhine, qu'il a même battu.
Une de ses parties les plus connues est son Immortelle du Zugzwang, jouée contre Sämisch en 1923 à Copenhague.

## Le «Système»

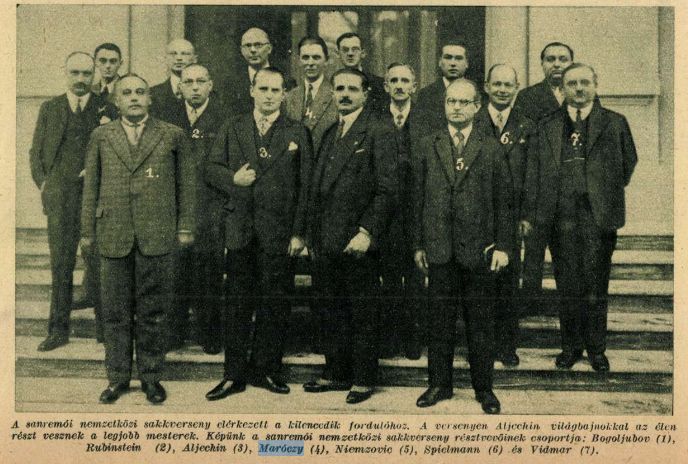
À San Remo en 1930 : 1 - Bogoljubov, 2 - Rubinstein, 3 - Aljechin, 4 - Maróczy, 5 - Nimzowitsch, 6 - Spielmann, 7 - Vidmar.

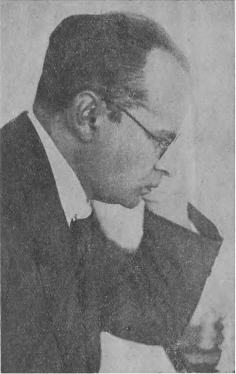
Aaron Aron Nimzowitsch, av. 1930

Bien qu'appartenant à l'élite échiquéenne de l'époque, Nimzowitsch est surtout connu et respecté pour ses talents de pédagogue. Il est l'un des fondateurs de l'école hypermoderne et l'auteur d'un ouvrage didactique, toujours étudié de nos jours, Mon système ((de) Mein System), dans lequel il présente les bases de sa théorie. Datant de 1926, l'ouvrage a donné lieu à une suite : Pratique de mon système.
Rédigé en allemand, Mon système est un ouvrage qui a connu un très grand succès et a donné lieu à de nombreuses traductions. Au moment de sa parution, il tranchait sur les conceptions très dogmatiques en cours, comme celles de Siegbert Tarrasch. Les deux hommes d'ailleurs se détestaient. Dans la préface de l'édition française, le traducteur n'hésite pas à comparer l'impact de l'ouvrage dans le monde des échecs avec celui du quasi contemporain Manifeste du surréalisme d'André Breton en littérature.
Parmi ses nombreux apports, analysés en détail dans son ouvrage de référence, on peut citer l'approfondissement des concepts de  prophylaxie, de surprotection et de louvoiement.
Les principales idées du « système » (illustrées par l'auteur de multiples exemples) s'articulent ainsi :
- nécessité de contrôler le centre. Cette idée, déjà présente chez les classiques (Steinitz, Tarrasch), doit cependant être mise en pratique avec discernement : contrôler le centre ne signifie pas nécessairement y amasser du matériel...
- gêner les mouvements de l'adversaire par un blocage[4] : une attaque ne réussit en effet qu'avec un avantage de mobilité. En fermant (par des menaces) les lignes de communication entre les pièces adverses, on crée des affaiblissements structurels décisifs et même, à un stade ultime, on impose à l'adversaire des coups forcés (généralement mauvais) : c'est le zugzwang.
- manœuvres prophylactiques : il s'agit, après avoir détecté la (ou les) case(s) importante(s) (celles les plus contrôlées par les deux camps), d'accroître soi-même le contrôle de ces positions et d'y surpasser l'adversaire (manœuvre que Nimzowitch appelle « surprotection »).
- rôle du pion dame isolé et des pions liés : Nimzowitch réfute la prétendue menace que présente le pion dame isolé, dont Tarrasch avait fait l'une de ses armes favorites. Il développe par contre la théorie des pions liés, qui sont une arme à maîtriser absolument.
- le louvoiement : ce stratagème consiste à repérer deux faiblesses ennemies et à les attaquer alternativement. Comme il est impossible d'attaquer et de défendre à la fois (a fortiori sur deux points différents), ce louvoiement va susciter chez l'adversaire des affaiblissements structurels qu'il conviendra de reconnaître et d'exploiter par la suite.
- le « développement élastique » dans l'ouverture, c'est-à-dire conserver le plus longtemps possible la faculté de transposer d'un type de (contrôle du) centre à un autre. Plusieurs ouvertures aux stratégies assez élaborées sont attribuées à Nimzowitch : la Défense nimzo-indienne et la Défense Nimzowitsch du pion-roi, par exemple.

Un troisième ouvrage de Nimzowitsch, Die Blockade (consacré au principe du « blocus », cf. supra), n'est pas moins important.
Par ailleurs, Nimzowitsch a rédigé ou participé à la rédaction de plusieurs livres de tournois. La plupart d'entre eux n'ont pas été traduits et sont demeurés assez confidentiels. Signalons cependant la parution en 2017 d'une traduction du livre du tournoi de Carlsbad 1929 rédigé par Nimzowitsch (paru à l'origine en russe en URSS en 1930), sous le titre Ma victoire à Carlsbad en 1929 ou le triomphe de mon système.

## Nimzowitsch et les ouvertures
Voici un aperçu de la contribution de Nimzowitsch à la théorie des ouvertures :
- La défense nimzo-indienne : 1.d4 Cf6 2.c4 e6 3.Cc3 Fb4.
- La variante Nimzowitsch de la défense ouest-indienne : 1.d4 Cf6 2.c4 e6 3.Cf3 b6 4.g3 Fa6.
- La variante Nimzowitsch de la défense Bogo-indienne : 1.d4 Cf6 2.c4 e6 3.Cf3 Fb4+ 4.Fd2 De7.
- La variante de Marienbad : 1.d4 Cf6 2.Cf3 b6.
- La variante Nimzowitsch du contre-gambit Falkbeer : 1.e4 e5 2.f4 d5 3.exd5 c6.
- La variante Nimzowitsch de la défense Philidor : 1.e4 e5 2.Cf3 d6 3.d4 Cf6.
- La défense Nimzowitsch du pion-Roi : 1.e4 Cc6.
- La variante Nimzowitsch de la défense Caro-Kann : 1.e4 c6 2.d4 d5 3.Cc3 dxe4 4.Cxe4 Cf6 5.Cxf6+ gxf6.
- La variante Nimzowitsch de la défense sicilienne : 1.e4 c5 2.Cf3 Cf6.
- Le début Nimzo-Larsen : 1.b3. Son nom composé vient du fait qu'il fut employé plus tard avec succès par le grand-maître danois Bent Larsen, né en 1935).
- L'attaque Nimzowitsch : 1.Cf3 d5 2. b3.
- Le système de Dresde-Nimzowitsch de l'ouverture anglaise : 1.c4 c5 2.Cf3 Cf6 3. Cc3 d5 4.cxd5 Cxd5 5.e4.
- La variante Nimzowitsch de la défense Benoni (encore appelée « pirouette de Nimzowitsch ») : 1.d4 Cf6 2.c4 e6 3.Cc3 c5 4.d5 exd5 5.cxd5 d6 6.Cf3 g6 7.Cd2 avec l'idée 8.Cc4.
- La variante Winawer de la défense française (1.e4 e6 2.d4 d5 3.Cc3 Fb4) est appelée dans certains ouvrages « variante Nimzowitsch de la défense française ».
- Par ailleurs, Nimzowitsch a réhabilité la variante d'avance de la défense française : 1.e4 e6 2.d4 d5 3.e5. Elle porte son nom dans certains ouvrages.

## Œuvres
- (de) Die Blockade Neue Gesichtspunkte, Bernhard Kagan, Berlin, 1925 ;
  - Le Blocage, Olibris, 2012,  (ISBN 978-2-916340-59-3).
- (de) Mein System Ein Lehrbuch des Schachspiels auf ganz neuartiger Grundlage, Schachverlag Bernhard Kagan, Berlin, 1925 ;
  - Mon Système, Éd. Payot,  (ISBN 978-2-228-88696-3) (Tome 1) et  (ISBN 978-2-228-88697-0) (Tome 2).
- (de) Die Praxis meines Systems (1929) ;
  - Pratique de mon système, Éd. Payot.
- Ma victoire à Carlsbad en 1929 ou le triomphe de mon système (ouvrage paru en russe en 1930), traduit en français en 2017[9].

## Citations
- « La menace est plus forte que l'exécution. »

Nimzowitsch

Une croyance répandue attribue cette citation à Nimzowitsch. Ce n'est pas le cas.
Georg Marco, à la fin de ses commentaires de la partie Lasker - Napier, Cambridge Springs, 1904 (Wiener Schachzeitung, mars-avril 1908, page 111) écrit que ce principe, appliqué instinctivement depuis longtemps, fut formulé pour la première fois par Karl Eisenbach (1836-1894), secrétaire de la Société viennoise des échecs.
La légende raconte l'histoire ainsi :
Lors d'un tournoi officiel où il était interdit de fumer, Emanuel Lasker pose un cigare sur le bord de l'échiquier. Aaron Nimzowitsch qui en est l'adversaire se lève alors, et se dirige vers l'arbitre pour lui signaler le fait, et lui demande d'appliquer le règlement. L'arbitre rappelle alors à Lasker qu'il est interdit de fumer, et ce dernier de répondre : « Mais je ne fume pas ! »
L'arbitre à Nimzowitsch : « C'est vrai, il ne fume pas ! »
Nimzowitsch répond alors : « Mais vous savez très bien qu'aux échecs la menace est plus forte que l'exécution ! ».

#### Livres à propos de Nimzowitsch et de son système
- (en) Raymond Keene, Aaron Nimzowitsch: a reappraisal ;
- (de) G.H. Marten, Ein Leben für das Schach ;
- (en) Fred Reinfeld, Hypermodern Chess, as developped by his greatest exponent, Aron Nimzovich, 1948 ;
- Albert Becker, , Nimzowitsch jellemrajzi kiserlet, Ferenc Chalupetzky, 1928 ;
- Bjørn Nielsen, Nimzowitsch, Danmarks Skaklærer ; 100 partier forsynet med stormesterens egne kommentarer og skakcauserier, L/N 3321, Dansk Skakforlag Aalborg, 1945 ;
- (en) John Watson, Secrets of modern strategy - Advances since Nimzowitsch 1998.

#### Livres de tournois
- Tarrasch
  - (de) Das Grossmeisterturnier zu St. Petersburg 1914 ;
  - (de) Kongressbuch des Internationalen Schachturniers zu Marienbad 1925 ;
- Kübel, 
  - Hannover 1926 ;
  - Internationales Schachmeisterturnier Bad Niendorf 1927 ;
- Nimzowitsch, Spielmann, Becker, Tartakower, Brinckmann, Kmoch
  - IV. Internationales Schachmeisterturnier Karlsbad 1929.

### Autres ouvrages
- Schachmeisterpartien des Jahres 1914 (Bernhardt Kagan) ;
- Szachista Polski 1914 (Alexander Flamberg).